# Селезнёв, Эдуард Валерьевич
Эдуа́рд Вале́рьевич Селезнёв (род. 1969, Архангельск, Архангельская область, РСФСР, СССР) — российский серийный убийца, совершивший не менее 5 убийств с 2002 по 2018 год на территории Архангельска. Известен под прозвищами «Архангельский каннибал» и «Архангельский маньяк», части тел трёх последних жертв он употреблял в пищу. В 2020 году Эдуард Селезнёв был приговорён к пожизненному лишению свободы.

## Биография

### Жизнь до убийств
Эдуард Селезнёв родился в 1969 году в Архангельске в социально неблагополучной семье. Оба его родителя страдали алкогольной зависимостью и вели маргинальный образ жизни. В начале 1970-х органами опеки и попечительства с участием прокурора родители Селезнёва были лишены родительских прав, после чего малолетний Эдуард был определён в один из детских домов для детей-сирот и детей, оставшихся без попечения родителей, где прошло его детство и часть юности. В детском доме Эдуард подвергался нападкам со стороны других детей, благодаря чему он ограничил себя во взаимодействии и общении с окружающими и характеризовался педагогическим составом детского дома как ребёнок, имеющий такую отрицательную нравственную черту личности, как замкнутость. В 1984 году Эдуард Селезнёв окончил 8 классов средней школы, после чего поступил в одно из ПТУ Архангельска, где получил профессию каменщика. После окончания ПТУ Селезнёв устроился на работу в одном из домостроительных комбинатов Архангельска, который выделил ему комнату в общежитии. Однако на трудовом поприще Селезнёв не достиг успехов. На работе он характеризовался отрицательно. Непосредственные начальники обвиняли его в безынициативности и ненадлежащем исполнении обязанностей, благодаря чему он часто подвергался дисциплинарным взысканиям. В конце 1980-х Эдуард был арестован по обвинению в совершении кражи. Он был осуждён, но в качестве уголовного наказания получил незначительный срок лишения свободы. После развала СССР и последовавших за ним экономических реформ Селезнёв начал испытывать материальные трудности и стал вести маргинальный образ жизни. В этот период он сменил несколько мест работ на низкоквалифицированных должностях, но каждый раз терял работу из-за хронических прогулов и из-за увлечения алкогольными напитками. Большую часть времени Эдуард зарабатывал на жизнь совершением краж, за что в середине и конце 1990-х снова подвергался уголовной ответственности. После очередного освобождения в 2000 году он нигде не работал и имел проблемы с жильём, благодаря чему всё свободное время начал проводить в обществе бездомных в подвалах различных зданий с целью поиска алкогольных напитков, продуктов и ночлега.

### Первые убийства
В 2002 году Эдуард Селезнёв совершил два убийства бездомных мужчин. После ареста он настаивал на том, что во время совершения убийств находился в состоянии алкогольного опьянения и не мог вспомнить детали совершения убийств и обстоятельства, при которых они произошли. В конечном итоге ему было предъявлены обвинения по ч. 1 ст. 105, п. "б" ч. 2 ст. 158, ч. 1 ст. 107, ч. 3 ст. 69 УК РФ. 27 августа 2003 года Исакогорским районным судом Архангельска Селезнёв был признан виновным по всем пунктам обвинения, после чего получил уголовное наказание в виде 13 лет и 6 месяцев лишения свободы с отбыванием в исправительной колонии строгого режима. Отбыв срок наказания полностью, Эдуард вышел на свободу 2 сентября 2015 года, после чего вернулся в Архангельск. После освобождения он нашел жильё в одном из местных приютов для бездомных. Страдая недоеданием и испытывая материальные трудности, Селезнёв начал отлавливать, убивать и разделывать домашних животных, после чего употреблять их мясо в пищу или обменивать на алкогольные напитки.

### Серия убийств
В 2016 году он совершил убийство 59-летнего бездомного мужчины, с которым познакомился 14 марта в приюте для бездомных. Предложив ему выпить, будущая жертва пригласила Селезнёва к себе в квартиру, которая была расположена в одном из домов по улице Сурповской. Эдуард дождался когда собутыльник опьянел и заснул, после чего зарезал его во сне. Тело жертвы Эдуард расчленил и в дальнейшем питался мясом убитого на протяжении нескольких последующих недель. Останки убитого человека Эдуард сбросил в реку Волохницу, расположенную в левобережной части Архангельска.
Следующее убийство произошло в 2017 году. В середине 2016 года Селезнёв познакомился с 43-летним мужчиной, который сдал ему комнату в квартире по улице Республиканской. Мужчины вместе зарабатывали на жизнь случайными заработками и проводили много времени, совместно употребляя алкогольные напитки. С целью пропитания Эдуард продолжал совершать убийства кошек, собак и птиц для употребления их мяса в пищу, однако вскоре снова стал страдать недоеданием, после чего в 2017 году совершил убийство хозяина квартиры, зарезав его во сне. Тело жертвы Селезнёв поместил в ванну, где разделал труп, мясо сложил в холодильник, а кости выбросил в реку. В конце того же года убитого хозяина квартиры стал разыскивать его отец. Он явился в его квартиру, где продолжал проживать убийца. Селезнёв впустил мужчину на порог и убедил его в том, что арендовал комнату в квартире его сына до конца года, заплатив ему 35 тысяч рублей, в то время как он якобы уехал на заработки в Санкт-Петербург, после чего отец убитого мужчины ушёл.
Тем временем в 2018 году Селезнёв заманил в квартиру ещё одного 34-летнего бездомного. Действуя по той же схеме, Эдуард предложил ему место для ночлега и провести время в совместном распитии алкогольных напитков, на что тот ответил согласием. Дождавшись, пока новый знакомый впал в состояние алкогольного опьянения, Селезнёв совершил на него нападение, в ходе которого зарезал. Его труп он также расчленил, а мясо употребил в пищу.

### Арест и следствие
После того как 43-летний мужчина, хозяин квартиры на улице Республиканской, ставший жертвой Селезнёва, перестал выходить на связь с родственниками, его отец обратился в полицию, после чего 22 августа 2018 года Эдуард Селезнёв был арестован по подозрению в совершению убийства. На допросах Селезнёв отрицал свою причастность к исчезновению мужчины. Во время осмотра квартиры, кроме куртки хозяина квартиры, в которой находился паспорт Селезнёва, ничего подозрительного найдено не было. Селезнёв ранее утверждал, что у него отсутствуют документы. Он был уличён во лжи, однако это было весьма косвенной уликой, свидетельствующей о его причастности к исчезновению человека. Отец хозяина квартиры убеждал полицию в том, что во время визита в квартиру сына видел бесформенные куски странного мяса, которые находились в холодильнике, однако после ареста Селезнёва холодильник в квартире был уже пуст. С целью поиска очевидных улик виновности Селезнёва следователь по особо важным делам Следственного управления Следственного комитета России по Архангельской области и Ненецкому автономному округу Вячеслав Нефедьев решил осмотреть чугунную ванну с внешней стороны. После демонтажа ванны сотрудники правоохранительных органов обнаружили на её внешней стороне подозрительные подтёки. Изъятые образцы запёкшейся жидкости Нефедьев отдал на экспертизу, результаты которой установили, что это кровь человека. В ходе последующей ДНК-экспертизы было установлено, что кровь принадлежит Эдуарду Селезнёву и его жертве — хозяину квартиры. Под давлением неопровержимых улик Селезнёв вскоре дал признательные показания. Он подробно описал следствию детали совершённых убийств и согласился на проведение следственных экспериментов. В течение осени 2018 года Селезнёв под конвоем был этапирован из следственного изолятора на места совершения убийств и на берег озера Бутыгино, в воды которого он сбросил останки двух последних убитых им мужчин. Во время следственных экспериментов и допросов Эдуард заявил, что из мяса убитых готовил холодец. Выбор блюда он обосновал тем, что у него в ротовой полости отсутствовали почти все зубы.
В начале 2019 года Селезнёв стал симулировать сумасшествие. Он отказался от своих показаний, заявив о невиновности по причине невменяемости. Эдуард утверждал, что все убийства он совершил под воздействием голосов неустановленного происхождения.
Летом 2019 года Селезнёв был направлен в одну из психиатрических клиник, где в течение нескольких недель проходил судебно-медицинскую экспертизу, по результатам которой был признан вменяемым и подлежащим уголовной ответственности.
Осенью 2019 года расследование было завершено, и уголовное дело было передано в Архангельский областной суд.

### Суд и приговор
Судебный процесс открылся 14 января 2020 года. Потерпевшим в деле был признан всего один человек — отец одного из убитых мужчин. Родственников других жертв Селезнёва следствие во время расследования так и не смогло найти. Заседания суда проходили в открытом режиме, благодаря чему процесс активно обсуждался в СМИ. 31 января того же года вердиктом жюри присяжных заседателей он был признан виновным по всем пунктам обвинения, после чего суд 16 марта 2020 года приговорил его к пожизненному лишению свободы. В качестве последнего слова Селезнёв произнес следующее: 
Мне очень жаль, но...
 — после чего сел на скамью подсудимых, так и не договорив фразу и не попросив прощения у потерпевшего. Суд также удовлетворил гражданский иск потерпевшего. В пользу отца одной из его жертв суд обязал выплатить Эдуарда Селезнёва один миллион рублей.
После суда Селезнёв был этапирован для отбытия наказания в колонию для пожизненно осуждённых «Полярная сова», расположенную в посёлке Харп. В начале 2021 года он обратился в Верховный суд Российской Федерации с иском о присуждении ему материальной компенсации в размере 90 000 рублей за нарушение права на судопроизводство в разумный срок. Селезнёв настаивал на том, что общая продолжительность судопроизводства по его уголовному делу составила более двух лет, в течение которых он находился в следственном изоляторе, условия содержания в котором были значительно хуже и строже, чем в исправительной колонии, в связи с чем он претерпел физические и морально-нравственные страдания, выразившиеся в нарушении сна, аппетита, настроения, стрессе, вызванном бездействием следственных органов и перешедшем в депрессию. Селезнёв утверждал, что не уклонялся от производства следственных и судебных действий, не создавал препятствий органам предварительного следствия и суду, в связи с чем вся ответственность за задержки судопроизводства лежит на правоохранительных органах. Однако в удовлетворении иска о присуждении денежной компенсации Селезнёву было отказано. Верховный суд признал, что общая продолжительность судопроизводства по уголовному делу в отношении него составила 2 года и 18 дней, но в то же время суд постановил, что уголовное дело отличалось определённой правовой сложностью: его объём составил 22 тома, на стадии предварительного расследования в качестве свидетелей допрошено 32 лица, проведено 30 различных экспертиз, в судебном заседании допрошено 19 свидетелей, два специалиста и два эксперта, вследствие чего никаких признаков нарушения требования разумного срока выявлено не было.

## В массовой культуре
- Документальный фильм «Голос зверя. Дело архангельского маньяка» из цикла «Маньяки» (2020)